# دانشگاه دفاع (صربستان)
دانشگاه دفاع یک دانشگاه دولتی در صربستان است. این دانشگاه با فرمان دولت صربستان در سال ۲۰۱۱ تأسیس شد و شامل دو دانشکده با ستاد مرکزی در بلگراد بود.
این دانشگاه شامل دو دانشکده است و برنامه‌های آموزشی را در مقاطع کارشناسی، کارشناسی ارشد و دکترا در زمینه‌های مختلف علمی، در حوزه‌های آموزشی و علمی علوم اجتماعی، مهندسی و فناوری، و علوم پزشکی ارائه می‌دهد.

## تاریخچه
دانشگاه دفاع در روز ۲۴ فوریه ۲۰۱۱، توسط دولت صربستان تأسیس شد. این یک مؤسسه آموزش عالی مستقل است که طبق اسناد تأسیس خود، قانون آموزش عالی و قانون آموزش نظامی، آموزش عالی نظامی را از طریق تحصیل در مقاطع کارشناسی، کارشناسی ارشد و دکترا در چندین رشته علمی انجام می‌دهد.
دانشگاه دفاع نیز در چارچوب فعالیت‌های آموزش عالی، پژوهش‌های علمی اعم از تحقیقات بنیادی، کاربردی و توسعه‌ای را با هدف پیشرفت و نوسازی آموزش در نظام دفاعی به انجام می‌رساند. این دانشگاه عضو همایش دانشگاه‌های صربستان است.

## تشکیلات
این دانشگاه از دو آموزشکده تشکیل شده است:
- دانشگاه نظامی.
- آموزشکده پزشکی دانشگاه پزشکی نظامی.